# Aedes intermedius
Aedes intermedius är en tvåvingeart som beskrevs av Sergei N. Danilov och Gornostayeva 1987. Aedes intermedius ingår i släktet Aedes och familjen stickmyggor. Inga underarter finns listade i Catalogue of Life.